# Brooks (band)
Brooks was een Britse, in Londen gevestigde vocale popgroep, die eind jaren 1970 actief was. Ondanks veel hype en een aantal singlepublicaties, slaagde de band er niet in enig succes in de hitlijsten te behalen. Twee van de leden bereikten echter onafhankelijk van elkaar roem: Mike Nolan van Bucks Fizz en Chris Hamill, ook bekend als Limahl van Kajagoogoo.

## Bezetting
- Mike Nolan
- Chris Hamill
- Peter Pereira
- Ricky Gallahad
- John Humphreys
- Ben Ellison

## Geschiedenis
De band werd in 1976 samengesteld door manager Freya Miller en echtgenoot Peter Pereira. Miller had eerder met The New Seekers gewerkt en Pereira was lid geweest van de popband Co-Co. Ze rekruteerden zangers Mike Nolan, Chris Hamill en Ricky Gallahad via advertenties in Melody Maker en The Stage om de bezetting met Pereira te voltooien. In 1978 werd Hamill vervangen door John Humphreys. Kort daarna tekende de band een contract met Polydor Records. Tony Eyers, die met de band 5000 Volts had gewerkt, werd aangenomen als producent. De eerste single The Sound of Your Love werd uitgebracht in 1979, met Pereira als leadzanger. Nolans stem was te horen op de tweede single Cry (Till My Eyes Run Dry). Beide singles werden gearrangeerd door Steve Gray. Ondanks tv-optredens op ITV's The Saturday Morning Show, The Dick Emery Show en de Lena Zavaroni and Music bij BBC, kreeg geen van de eerste singles van de band een vermelding in de hitlijsten.
Roger Greenaway nam eind 1979 de rol van producent voor de band over. Greenaway had een reeks hits geschreven met Roger Cook, waaronder Long Cool Woman in a Black Dress en I'd Like to Teach the World to Sing (In Perfect Harmony). Brooks' volgende single was What a Great Night For Making Love, een compositie van Greenaway/Barry Mason. De BBC maakte bedenkingen bij de titel en de teksten, dus werd de single opnieuw opgenomen als What a Great Night for Falling in Love. Nolan zong opnieuw de leadzang. In 1980 werd zanger Gallahad vervangen door Ben Ellison.
De band bracht nog twee singles uit, geschreven en geproduceerd door Greenaway, Don't You Know a Lady (When You See One)? met Nolan en We Are United met Humphreys aan de leiding. De single Don't You Know a Lady werd ook uitgebracht door de voormalige Sweet-zanger Brian Connolly. Uiteindelijk heeft geen van beide artiesten er veel vooruitgang mee geboekt in de hitlijsten. Gedurende deze tijd bleef de band zichzelf promoten met tv-optredens en radio-interviews. De leden verschenen individueel op de covers van het tijdschrift Oh Boy!. In 1980 reisde de band naar Joegoslavië als Britse inzending voor het Ljubljana '80 songfestival, dat in het grootste deel van Europa werd uitgezonden. Ondanks deze inspanningen deed geen van de latere singles van de groep het beter dan hun vorige aanbod, als het er op aan kwam in de hitlijsten te breken.

## Split en nasleep
Na aanzienlijke investeringen en twee jaar zonder succes weigerde Polydor de opties op hun contract te lichten. Millers interesse in Brooks nam af nadat ze uit elkaar ging met Pereira en Shakin' Stevens begon te managen. De leden hadden muzikaal of persoonlijk weinig gemeen en zonder dat hun contractuele verplichtingen hen bij elkaar hielden, gingen ze uit elkaar. Mike Nolan boekte succes met Bucks Fizz en won het Eurovisie Songfestival in 1981 met Making Your Mind Up. Chris Hamill, omgevormd tot Limahl, scoorde een wereldhit met Too Shy met Kajagoogoo in 1983 en met zijn solo-plaat The NeverEnding Story, het themalied van de gelijknamige film. Ben Ellison keerde terug naar zijn acteercarrière en verscheen op het podium en op televisie en in film. Zijn bekendste werk is zijn hoofdrol in de film Looking for Langston uit 1989. John Humphreys trad op in folkclubs en op de radio met Home and Colonial, voordat hij in 1981 terugkeerde naar zijn geboorteland Canada.

## Discografie
- 1979: Sound of Our Love
- 1979: Cry (Till My Eyes Run Dry)
- 1979: What a Great Night for Making Love
- 1980: Don't You Know a Lady (When You See One)?
- 1980: We Are United